# Ronde van Italië 2025/Zeventiende etappe
De zeventiende etappe van de Ronde van Italië 2025 vond plaats op 28 mei. Klassementsleider Isaac del Toro won de etappe en werd zo de tweede Mexicaan met een etappezege in de Giro.

## Parcours
De etappe startte in San Michele all'Adige. Onderweg waren twee tussensprints in Cles en Vezza d'Oglio en een Red Bull kilometer in Le Prese. De eerste beklimming van de dag was de Tonalepas (tweede categorie), waarna ook de Mortirolopas (eerste categorie) nog wachtte. In de slotfase lag er met Le Motte nog een klim van de derde categorie, alvorens de finish na 155 kilometer in Bormio lag.

## Koersverloop
Dit overzicht is mogelijk incompleet; u kunt helpen door het uit te breiden.

## Uitslagen
| San Michele all'Adige – Bormio (155 km) |                   |                         |          |
| Plaats                                  | Naam              | Ploeg                   | tijd     |
| Winnaar                                 | Isaac del Toro    | UAE Team Emirates-XRG   | 3u58'48" |
| 2                                       | Romain Bardet     | Picnic PostNL           | + 4"     |
| 3                                       | Richard Carapaz   | EF Education-EasyPost   | z.t.     |
| 4                                       | Simon Yates       | Visma \| Lease a Bike   | + 15"    |
| 5                                       | Giulio Pellizzari | Red Bull-BORA-hansgrohe | + 16"    |
| 6                                       | Derek Gee         | Israel-Premier Tech     | z.t.     |
| 7                                       | Damiano Caruso    | Bahrain Victorious      | z.t.     |
| 8                                       | Einer Rubio       | Movistar                | z.t.     |
| 9                                       | Max Poole         | Picnic PostNL           | z.t.     |
| 10                                      | Afonso Eulálio    | Bahrain Victorious      | + 56"    |
|                                         |                   |                         |          |
| 15                                      | Wilco Kelderman   | Visma \| Lease a Bike   | + 1'10"  |
| 52                                      | Timo Kielich      | Alpecin-Deceuninck      | + 12'42" |

| Algemeen klassement |                   |                         |            |
| Plaats              | Naam              | Ploeg                   | Tijd       |
| Roze trui           | Isaac del Toro    | UAE Team Emirates-XRG   | 65u30'34"  |
| 2                   | Richard Carapaz   | EF Education-EasyPost   | + 41"      |
| 3                   | Simon Yates       | Visma \| Lease a Bike   | + 51"      |
| 4                   | Derek Gee         | Israel-Premier Tech     | + 1'57"    |
| 5                   | Damiano Caruso    | Bahrain Victorious      | + 3'06"    |
| 6                   | Egan Bernal       | INEOS Grenadiers        | + 4'43"    |
| 7                   | Giulio Pellizzari | Red Bull-BORA-hansgrohe | + 5'02"    |
| 8                   | Einer Rubio       | Movistar                | + 6'09"    |
| 9                   | Adam Yates        | UAE Team Emirates-XRG   | + 7'45"    |
| 10                  | Michael Storer    | Tudor                   | + 7'46"    |
|                     |                   |                         |            |
| 23                  | Thymen Arensman   | INEOS Grenadiers        | + 40'43"   |
| 87                  | Wout van Aert     | Visma \| Lease a Bike   | + 2u46'06" |

## Uitvallers
Opgave
- Luke Plapp (Team Jayco AlUla)
- Jay Vine (UAE Team Emirates-XRG)

1e etappe ·
2e etappe ·
3e etappe ·
4e etappe ·
5e etappe ·
6e etappe ·
7e etappe ·
8e etappe ·
9e etappe ·
10e etappe ·
11e etappe ·
12e etappe ·
13e etappe ·
14e etappe ·
15e etappe ·
16e etappe ·
17e etappe ·
18e etappe ·
19e etappe ·
20e etappe ·
21e etappe
Startlijst · Eindstanden · Afbeeldingen